# Keipi

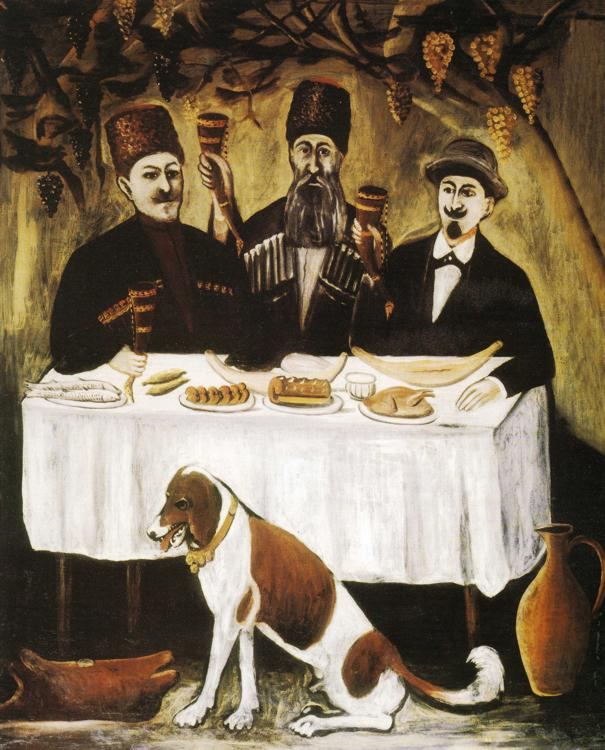
"El keipi de tres nobles", por Niko Pirosmanashvili.

Un keipi es un banquete tradicional en Georgia.

## Historia
En la antigua Georgia, se celebraba un keipi en la primavera al que asistían todos los habitantes del pueblo. Las mujeres del pueblo se aseguraban de que la comida fuera constantemente repuesta, mientras que el maestro de brindis denominado tamadá, fijaba el orden e invitaba a los participantes al banquete a que pronunciaran sus dedicatorias para los brindis. La tradición era que nadie tocara su jarra de vino hasta que el brindis fuera terminado.

## Reglas y costumbres
En su libro, Vintage: The Story of Wine, Hugh Johnson menciona que en algunos keipi podían llegar a realizarse más de 20 brindis, con períodos de tiempo intercalados para asegurarse que nadie se emborrachara en exceso, dado que la amenaza permanente de invasión requería que todos los habitantes del pueblo se encontraran lo suficientemente sobrios como para poder luchar. Y luego relata que "La costumbre de Georgia es vaciar el cuenco de vino, arrojando las últimas gotas. Ya que ellas son la cantidad de tus enemigos."
Un tamadá intercala los períodos de descanso. Pero el tema es que existen brindis especiales que, de acuerdo a la costumbre, deben ser acompañados por un verso o un canto. Casi todas las personas en Georgia tienen buen oído musical y una buena voz. Desde siempre las canciones han acompañado a los georgianos en la alegría y en la tristeza, durante la batalla y el trabajo. Las antiguas canciones para beber de Georgia son melódicas, polifónicas y algo elaboradas. Algunas de ellas no requieren de acompañamiento instrumental. El coro de hombres crea el fondo musical. Las canciones para beber modernas, por lo general, son cantadas acompañadas por un piano o guitarra. Existen canciones para beber especiales y las de los casamientos, como también cantos plenos de humor que entonan los participantes de la fiesta. Puede parecer algo extraño pero, a veces, durante los eventos sociales, se discuten temas económicos y políticos importantes en las mesas, y se resuelven algunos problemas en términos amigables. La atmósfera de la mesa georgiana es tan amigable y cándida que hasta los enemigos pueden a veces ceder ante ella.
Si el sitio de la fiesta posee espacio, entonces se organizan danzas folclóricas. En estas danzas y en la mesa, los hombres deben portarse como caballeros y ser muy respetuosos y educados con las damas. Por supuesto, no se cantan canciones ni se danza en los “khelehi” (banquetes funerarios).